# Bahnhof Wilkau-Haßlau

Der Bahnhof Wilkau-Haßlau war eine Betriebsstelle der Bahnstrecke Zwickau–Schwarzenberg und der bis 1973 abzweigenden Schmalspurbahn Wilkau-Haßlau–Carlsfeld auf dem Gemeindegebiet der Stadt Wilkau-Haßlau in Sachsen. Die Zugangsstelle für den Personenverkehr wurde 2004 als Haltepunkt nach Süden verschoben, Güterverkehrseinrichtungen bestehen nicht mehr.

## Geschichte

### Name
Die Station trug in ihrer Geschichte bereits acht unterschiedliche Namen, im Einzelnen waren dies:
- bis 1870: Haltepunkt Wilkau
- bis zum 14. Oktober 1882: Haltestelle Wilkau
- bis zum 30. September 1909: Wilkau Bahnhof
- bis zum 31. Juli 1911: Bahnhof Wilkau (Sachsen)
- bis zum 21. Oktober 1933: Bahnhof Wilkau (Sa)
- bis zum 6. Oktober 1934: Bahnhof Wilkau (Sachs)
- bis Januar 2005: Bahnhof Wilkau-Haßlau
- seit Januar 2005: Haltepunkt Wilkau-Haßlau

### Betrieb
Bereits 1858 wurde die Obererzgebirgische Eisenbahn eröffnet, doch erst 1868 erhielt Wilkau einen Haltepunkt an dieser Strecke, der schon 1870 zur Güterstation erhoben wurde. Mit der Eröffnung der ersten Sächsischen Schmalspurbahn 1881 war Wilkau bereits ein Bahnhof, der in seiner Ausführung mit vier Bahnhofsgleisen den damals typischen sächsischen Bahnhöfen entsprach. Die Anlagen der Schmalspurbahn wurden einfach zwischen die Normalspuranlagen gebaut, betriebliche Nachteile wie fünf niveaugleiche Kreuzungen zwischen Schmal- und Normalspur wurden dabei billigend in Kauf genommen, obwohl bei Rangierarbeiten oder Zugfahrten der Schmalspurbahn immer das Hauptgleis der Normalspur gesperrt blieb.

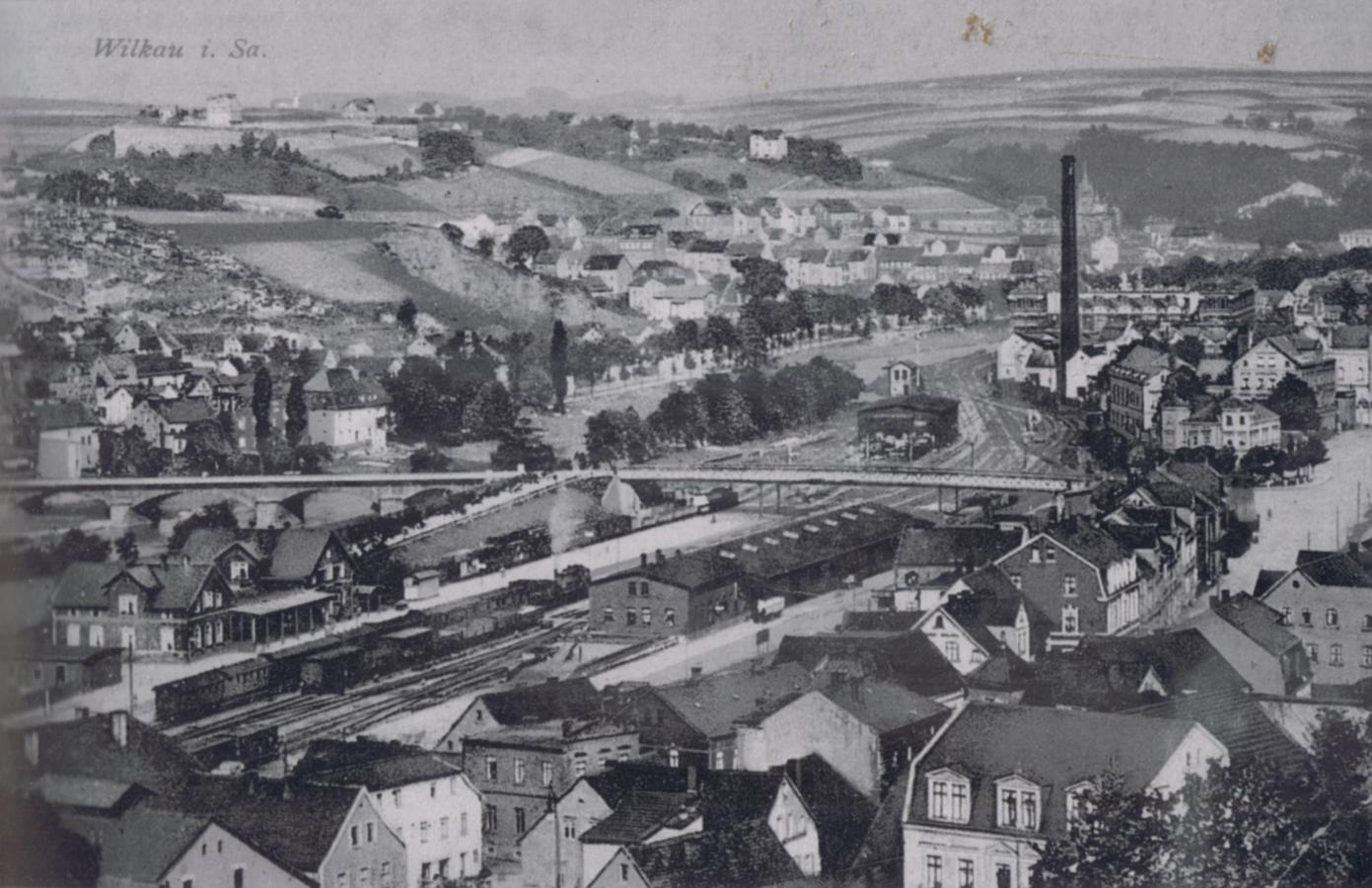
Bahnhof Wilkau nach der Erweiterung (1889)

1885 wurde ein kompletter Bahnhofsumbau geplant, da der Bahnhof mittlerweile viel zu klein war. Nach mehrjährigen Vorarbeiten begannen die Bauarbeiten am 31. August 1893. Bis 1896 wurde grundlegend umgebaut und erweitert. Auch das alte Bahnhofsgebäude wurde abgerissen und etwa 300 m westlich neu errichtet. Durch die damit verbundene Verlegung des Schmalspurbahnsteigs begann die Kilometrierung der Schmalspurbahn mit Minusangaben. Gleichzeitig erhielt der Bahnhof auch eine Segmentdrehscheibe (eine weitere befand sich im Bahnhof Carlsfeld), die in den 1960er Jahren für die geplanten Neubaudiesellokomotiven nochmals verlängert wurde. Neu gebaut wurden auch eine Umladehalle mit jeweils zwei Gleisen für beide Spurweiten, eine Straßenbrücke die den Bahnübergang im Bahnhofsbereich ersetzte, ein neuer Güterschuppen sowie Lokbehandlungsanlagen für die Schmalspurbahn. Ein Lokschuppen war allerdings nicht vorhanden.
Der Betriebsdienst wurde durch den Umbau noch erschwert, anstatt fünf waren nun sechs Kreuzungen zwischen Schmal- und Normalspurbahn entstanden. Durch den zweigleisigen Ausbau der Obererzgebirgischen Eisenbahn kamen zwei weitere Kreuzungen hinzu, sodass nun deren acht vorhanden waren. Bestand bis vor dem Umbau eine Trennung der Schmalspuranlagen in Reise- und Güterverkehr, wurde diese Trennung mit dem Bau der Umladehalle aufgehoben.
1901 wurde für die Erleichterung des Massengutumschlags ein Bockkran aufgestellt, der bis zur Betriebseinstellung auf der Schmalspurbahn seinen Dienst versah. 1934 wurde der Bahnhof nach dem Zusammenschluss von Wilkau und Niederhaßlau in Wilkau-Haßlau umbenannt. Nach der Betriebseinstellung auf der Schmalspurbahn am 2. Juni 1973 verlor er an Bedeutung. 
Im Januar 2005 wurde der Bahnhof nach Ausbau der Weichen zum Haltepunkt abgestuft. 

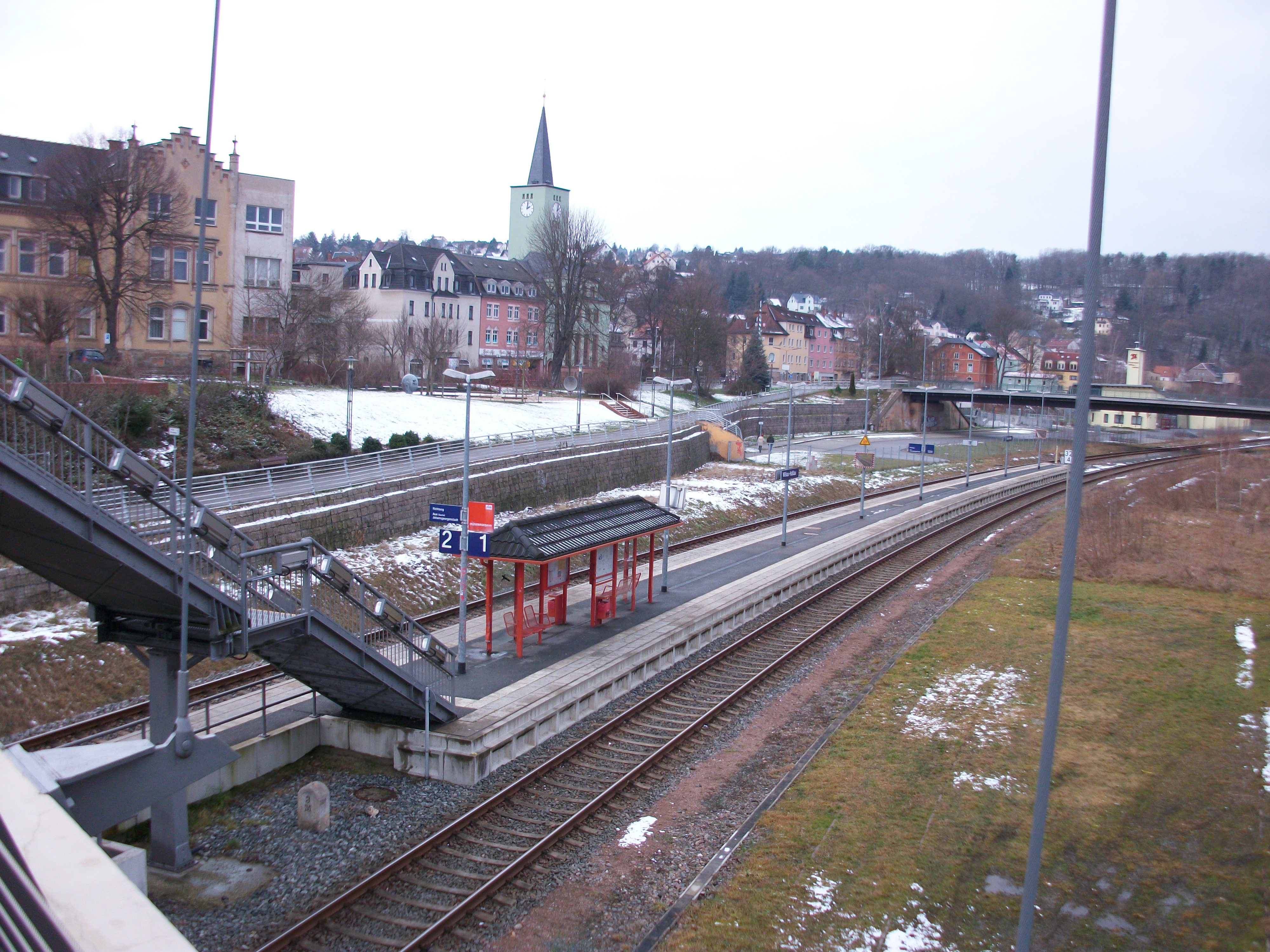
Haltepunkt Wilkau-Haßlau (2016)

Die Anlagen im früheren Güterbahnhofes wurden ab 2000 abgerissen. Im Jahr 2007 wurde östlich des alten Bahnsteiges und der Straßenüberführung Kirchberger Straße neue Reiseverkehrsanlagen mit einem barrierefreie Mittelbahnsteig eröffnet. Er ist über die neu gebaute Fußgängerbrücke „WiHa-dukt“ erreichbar.
Im Jahr 2009 kaufte die Stadt Wilkau-Haßlau das Areal des früheren Güterbahnhofes und errichtete darauf bis zum Jahr 2011 ein Feuerwehrhaus für die örtliche Freiwillige Feuerwehr. Im selben Jahr erwarb die Stadt Wilkau-Haßlau auch das Empfangsgebäude bei einer Versteigerung. Nach Sicherungs- und Sanierungsarbeiten konnten die Gebäudeteile III - V 2019 als Freizeitzentrum eröffnet werden. Bis 2023 wurden anschließend auch die Gebäudeteile I und II komplett saniert. In den früheren Warteraum wurde eine Ausstellung zur Geschichte der Eisenbahn in Wilkau-Haßlau eingerichtet. Im Außengelände wurde im Jahr 2023 ein 70 m langes Schmalspurgleis verlegt, das zu Festveranstaltungen auch mit einer fahrbereiten Dampflok der Preßnitztalbahn bestückt wird.